# جزيرة تابا
جزيرة تابا وهي جزيرة من جزر إندونيسيا، وتقع في إقليم غورونتالو.